# Trutskäret (vid Trutören, Malax)
Trutskäret är en ö i Finland. Den ligger i Norra kvarken och i kommunen Malax i den ekonomiska regionen  Vasa i landskapet Österbotten, i den västra delen av landet. Ön ligger omkring 20 kilometer sydväst om Vasa och omkring 360 kilometer nordväst om Helsingfors.
Öns area är 33,8 hektar och dess största längd är 1 kilometer i sydväst-nordöstlig riktning.
Trutskäret är delvis sammanväxt med den intilliggande ön Trutskärs bådan. Mellan öarna ligger en sankäng som bara är över vatten vid lågvatten. 

## Klimat
Inlandsklimat råder i trakten. Årsmedeltemperaturen i trakten är 1 °C. Den varmaste månaden är juli, då medeltemperaturen är 16 °C, och den kallaste är januari, med −12 °C.